# Lucas 18

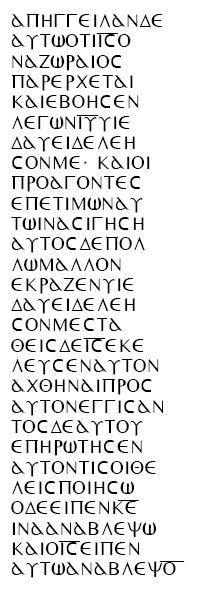
Evangelio de Lucas 18:37-42a en el Codex Borgianus (facsímil), escrito en el siglo V.

Lucas 18 es el decimoctavo capítulo del Evangelio de Lucas del Nuevo Testamento de la  Biblia cristiana. En él se recogen las enseñanzas y un milagro de Jesús . El libro que contiene este capítulo es anónimo, pero la tradición cristiana primitiva afirmaba uniformemente que Lucas el Evangelista compuso este Evangelio así como los Hechos de los Apóstoles.

## Texto
El texto original fue escrito en griego koiné. Algunos manuscritos tempranos que contienen el texto de este capítulo son:
- Papiro 75 (175-225 d. C.)
- Codex Vaticanus (325-350)
- Codex Sinaiticus (330-360)
- Codex Bezae (~400)
- Codex Washingtonianus (~400)
- Codex Alexandrinus (400-440).

Este capítulo está dividido en 43 Versículos.

## Parábola del juez inicuo y la viuda importuna (18:1-8)

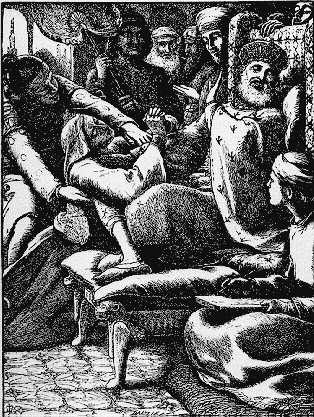
Parábola del juez inicuo y la viuda importuna de John Everett Millais (1863)

Esta parábola sólo aparece en el Evangelio de Lucas, y también se conoce como «Parábola del juez injusto» y «Parábola de la viuda inoportuna». El texto introductorio de Lucas (Versículo 1) afirma que la parábola pretende mostrar a los discípulos que siempre deben orar y no darse por vencidos  o no desfallecer. La King James Version ordena a los discípulos no desmayar. Habla de un juez que "no temía a Dios y no respetaba a los hombres", a quien se le acerca repetidamente una viuda pobre que busca justicia. Al principio rechaza sus demandas, pero finalmente accede a su petición para evitar agotarse por su insistencia. Esta parábola se encuentra inmediatamente antes de la parábola del fariseo y el publicano (también sobre la oración) y es similar a la parábola del amigo inoportuno, registrada en Lucas 11.
El comentarista metodista Joseph Benson señala que la separación del capítulo 18 de capítulo 17 "interrumpe impropiamente" el discurso de Jesús relativo a la "venida del reino", argumentando que la persecución que se avecinaba "haría que los deberes de oración, paciencia y perseverancia fueran peculiarmente oportunos". El eclesiástico anglicano Henry Alford sostiene que, aunque "quizá no se pronuncie en secuencia inmediata ininterrumpida después del último discurso", probablemente "surgió de él: quizá [fue] fruto de una conversación con los discípulos sobre el día de su venida y la mentalidad con que debían esperarlo".
En las traducciones modernas, la viuda pide "justicia". Tradicionalmente su petición de εκδικησον με (endikeson me) se ha traducido como "véngame". La Revised Standard Version la véase pidiendo "vindicación". Benson afirma que "la palabra significa propiamente 'juzgar una causa', y defender judicialmente al injuriado de la persona injuriadora. La palabra inglesa avenge, por tanto, no se ajusta exactamente al sentido que aquí se pretende, aunque, como observa Dr. Campbell, en la aplicación de la parábola, Lucas 18:7: ¿Y no vengará Dios a sus propios elegidos?, "responde mejor que cualquier otro término".
Alford añade que la persistencia que pretende el relato se refiere al "ferviente deseo del corazón... del creyente, más que al acto exterior" de la oración, aunque, por supuesto, lo incluye.

### Comentario
La parábola ofrece una lección muy significativa acerca de la importancia de la perseverancia en la oración y su efectividad. El versículo 1 ha sido una fuente clave de enseñanza sobre la oración en toda la catequesis cristiana.

No nos ha sido prescrito trabajar, vigilar y ayunar constantemente; pero sí tenemos una ley que nos manda orar sin cesar.

Para ello es crucial superar la pereza y dirigir nuestra mirada hacia Dios en todo momento.

Que el hombre ore atentamente, bien estando en la plaza o mientras da un paseo: igualmente el que está sentado ante su mesa de trabajo o el que dedica su tiempo a otras labores, que levante su alma a Dios.

Pero sólo lo llevará a cabo quien una la oración a una vida cristiana coherente:

Ora continuamente el que une la oración a las obras y las obras a la oración. Sólo así podemos encontrar realizable el principio de la oración continua.

## Parábola del fariseo y el publicano (18:9-14)

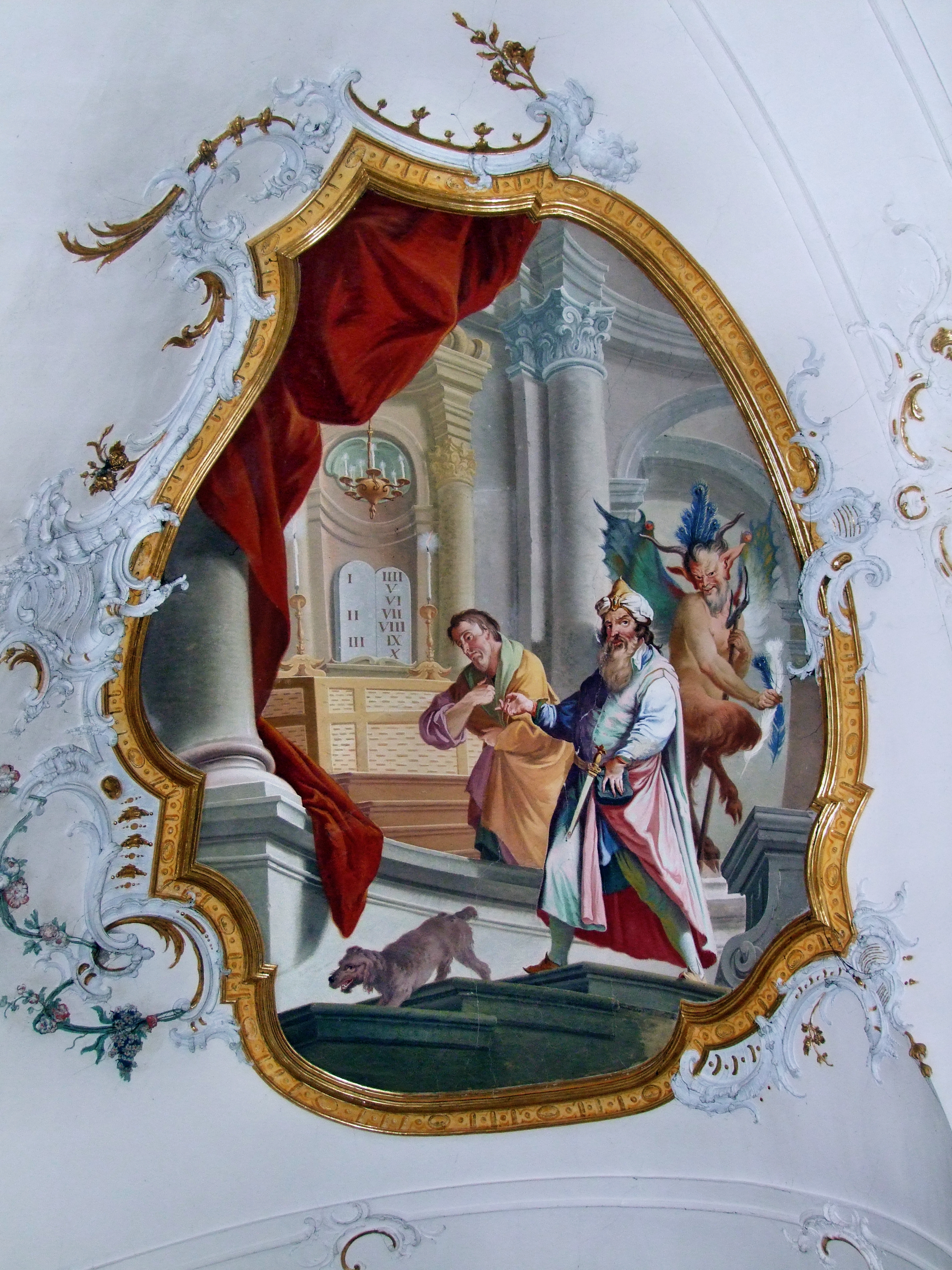
El Parábola del fariseo y el publicano, fresco barroco en la Basílica de Ottobeuren.

En el Nuevo Testamento, los fariseos suelen mostrar una adhesión puntillosa a las Ley judía. El teólogo de la Iglesia Metodista Unida Joel B. Green explica que el fariseo representado en esta parábola iba más allá que sus semejantes, ayunando más a menudo de lo que se requería, y dando el diezmo de todo lo que recibía, incluso en los casos en que las normas religiosas no lo requerían. Confiado en su religiosidad, el fariseo no pide nada a Dios y, por tanto, no recibe nada.  Da gracias no porque sea bueno, sino porque (en su propia opinión) él es el único que es bueno.
Por otro lado, los publicanos eran judíos despreciados que colaboraban con el Imperio Romano. Como eran más conocidos por recaudar peajes o impuestos, se les suele describir como recaudadores de impuestos. La parábola, sin embargo, no condena la ocupación del publicano (véase Lucas 3:12-13), sino que describe al publicano como alguien que "reconoce su estado de indignidad ante Dios y confiesa su necesidad de reconciliación". Acercándose a Dios con humildad, el publicano recibe la misericordia y la reconciliación que pide.

### Comentarios
La oración no solo debe ser perseverante, sino también humilde, tal como enseña esta parábola.

¿Desde dónde hablamos cuando oramos? ¿Desde la altura de nuestro orgullo y de nuestra propia voluntad, o desde “lo más profundo” (Sal 130,1) de un corazón humilde y contrito? El que se humilla será ensalzado. La humildad es la base de la oración. “Nosotros no sabemos pedir como conviene” (Rm 8,26). La humildad es una disposición necesaria para recibir gratuitamente el don de la oración: el hombre es un mendigo de Dios.

La parábola ilustra dos formas opuestas de oración. El fariseo, satisfecho consigo mismo, ora de pie y presume ante Dios de sus buenas obras. No reconoce pecados en sí mismo y, por lo tanto, no siente necesidad de arrepentimiento. Cumple sus obligaciones religiosas más allá de lo exigido: ayuna dos veces por semana y paga el diezmo de todo, aunque solo se requería para ciertos productos. Sus palabras no son una verdadera oración, ya que no se dirige a Dios, sino que ora "para sus adentros" y desprecia a los demás. En contraste, el publicano reconoce humildemente su indignidad y se arrepiente sinceramente, considerándose un pecador y confiando únicamente en la misericordia divina. Su oración es auténtica y refleja las verdaderas actitudes que se deben tener ante Dios. Como resultado, el publicano es quien desciende justificado.

...porque la oración contrita o la contrición orante eleva el alma a Dios, la une a su bondad y obtiene el perdón en virtud del amor divino que le comunica este santo movimiento.

## Jesús bendice a los niños pequeños (18:15-17)
Estos Versículos contienen un dicho de Jesús sobre los niños y el Reino de Dios. A partir de estos versículos, Lucas vuelve a unirse a los otros dos evangelios sinópticos, de los que su narración se ha desviado desde 9.

### Comentario
El episodio destaca dos aspectos: la valoración de Jesús hacia los niños y la importancia de adoptar actitudes similares a las de ellos para acceder al Reino de Dios.

¿Por qué dice, pues, que los niños son aptos para el Reino de los Cielos? Quizá porque de ordinario no tienen malicia, ni saben engañar, ni se atreven a vengarse; desconocen la lujuria, no apetecen las riquezas y desconocen la ambición. Pero la virtud de todo esto no consiste en el desconocimiento del mal, sino en su repulsa; no consiste en la imposibilidad de pecar sino en no consentir el pecado. Por tanto, el Señor no se refiere a la niñez como tal, sino a la inocencia que tienen los niños en su sencillez.

## Jesús y el joven rico (18:18-34)

### Versículo 18
Un joven rico le preguntó, diciendo: Maestro bueno, ¿qué haré para heredar la vida eterna? 
Esta es la misma pregunta que le había hecho un abogado en 10:25, a la que Jesús respondió con su confirmación de el primer mandamiento y la parábola del buen samaritano.

### Comentario
Los tres evangelios sinópticos narran la interacción de Jesús con el joven rico y sus discípulos. Aunque Lucas es más conciso que los otros evangelistas, destaca de manera clara los puntos cruciales de la enseñanza de Jesús. En las palabras finales dirigidas a Pedro (vv. 29-30), se encuentra el corazón del mensaje: quien abandona todo por el Reino de Dios será recompensado abundantemente.

...la llamada de Jesús, dirigida al joven rico, de seguirle en la obediencia del discípulo, y en la observancia de los preceptos, es relacionada con el llamamiento a la pobreza y a la castidad.

El episodio comienza con la pregunta del joven, similar a la que un doctor de la Ley hizo anteriormente: ¿qué se debe hacer para obtener la salvación?. La diferente respuesta de Jesús a cada uno de ellos muestra su método pedagógico, adaptado a la capacidad y disposición de cada persona. Al doctor, Jesús le recuerda los mandamientos sobre el amor a Dios y al prójimo a través de acciones, mientras que al joven lo invita a un diálogo que lo confronta con sus propias responsabilidades. Jesús enumera los mandamientos de la segunda tabla de la Ley, pero precede su respuesta con una advertencia: «Nadie es bueno, sino solo Dios», rechazando así el título de bueno para que esta cualidad no se reduzca a una simple cortesía, sino que se reconozca como propia de Dios.

«Antes de responder a la pregunta, Jesús quiere que el joven se aclare a sí mismo el motivo por el que lo interpela. El “Maestro bueno” indica a su interlocutor —y a todos nosotros— que la respuesta a la pregunta, “¿qué he de hacer de bueno para conseguir la vida eterna?”, sólo puede encontrarse dirigiendo la mente y el corazón al único que es Bueno: “Nadie es bueno sino sólo Dios” (Mc 10,18; cfr Lc 18,19). Sólo Dios puede responder a la pregunta sobre el bien, porque él es el Bien.

Así prepara lo que le va a exigir a continuación:

Ya que el Señor es bueno, y mucho más bueno todavía con los que le son fieles, abracémonos a Él, estemos de su parte con toda nuestra alma, con todo el corazón, con todo el empuje de que seamos capaces. (…) No hay nadie bueno, sino sólo Dios, y, por lo tanto, todo lo bueno es divino, y todo lo divino es bueno.

Jesús responde a las preocupaciones de Pedro y los otros discípulos (vv. 28-30), brindando consuelo a aquellos que, habiendo dejado todo por seguirlo, pueden sentir nostalgia por lo que abandonaron. La promesa de Jesús supera ampliamente lo que el mundo puede ofrecer. Aquellos que lo siguen con generosidad experimentan, incluso en esta vida, una alegría y una paz que van más allá de los placeres y consuelos humanos, siendo un adelanto de la felicidad eterna.

## Tercer  anuncio de la pasión
31Tomando consigo a los doce, les dijo: —Mirad, subimos a Jerusalén, y se cumplirán todas las cosas que han sido escritas por medio de los Profetas acerca del Hijo del Hombre: 32será entregado a los gentiles y se burlarán de él, será insultado y escupido, 33y, después de azotarlo, lo matarán, y al tercer día resucitará. 34Pero ellos no comprendieron nada de esto: era éste un lenguaje que les resultaba incomprensible, y no entendían las cosas que decía

### Comentarios
Jesús hace este tercer anuncio sobre su pasión y resurrección, y se encuentra en los tres evangelios sinópticos. Lucas incluye más anuncios de Jesús y destaca la dificultad de los discípulos para entender sus palabras en ese momento. Esta incomprensión no es sorprendente, ya que el sufrimiento se comprende plenamente solo a la luz de la muerte y resurrección de Cristo.

...que padeciendo por nosotros, no sólo nos dio ejemplo para que sigamos sus huellas, sino que también instauró el camino con cuyo seguimiento la vida y la muerte se santifican y adquieren nuevo sentido.

## Jesús cura a un ciego cerca de Jericó (18:35-43)
.

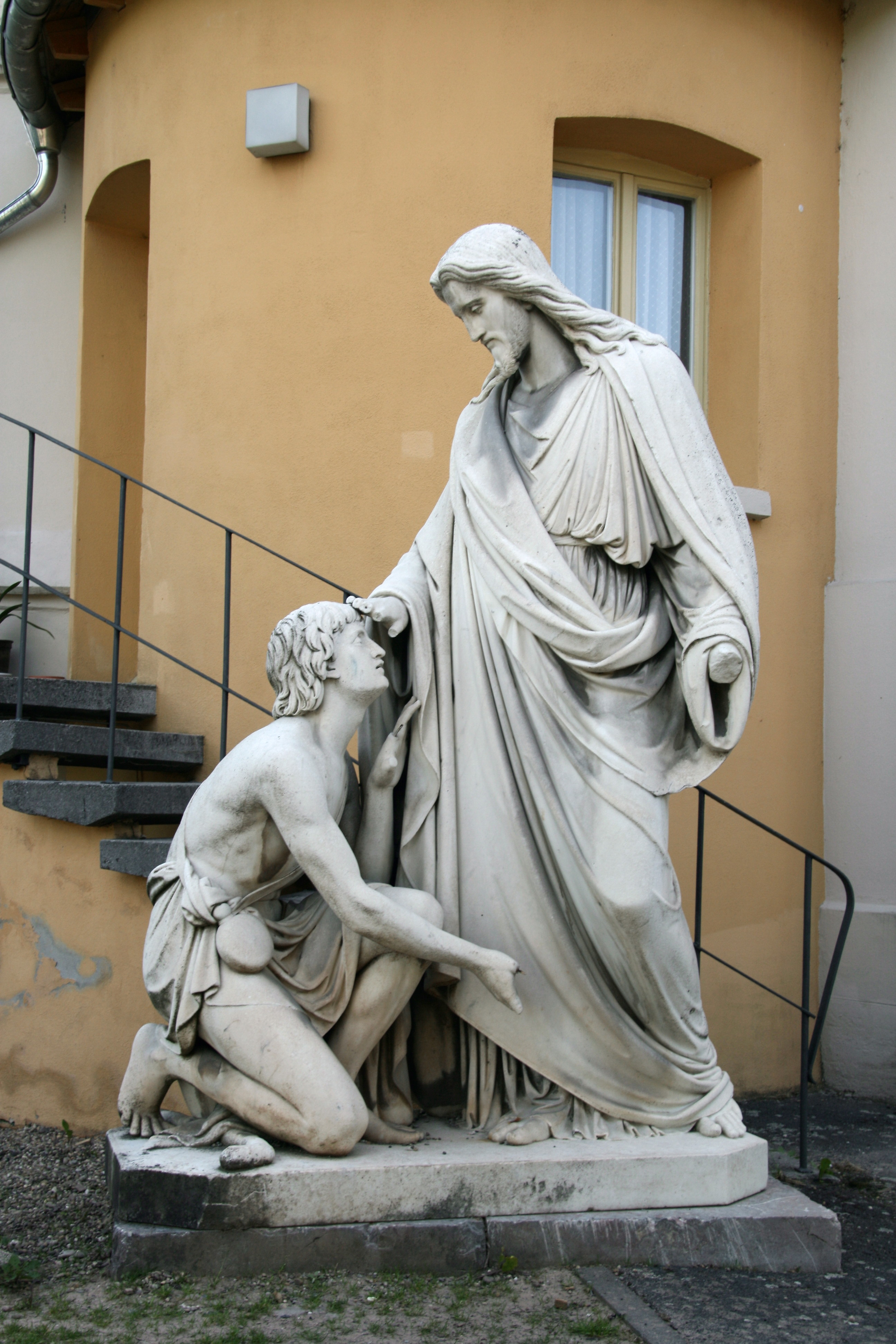
Jesús curando al ciego Bartimeo, por Johann Heinrich Stöver, 1861

Cada uno de los tres evangelios sinópticos relata que Jesús curó a un ciego cerca de Jericó, a su paso por esa ciudad, poco antes de su pasión. Marcos Macos 10:46-52 sólo cuenta que un hombre llamado Bartimeo (literalmente "Hijo de Timeo") estaba presente, cuando Jesús salió de Jericó, convirtiéndolo en una de las pocas personas nombradas que fueron milagrosamente curadas por Jesús. Mateo Mateo 20:29-34 tiene un relato similar de dos ciegos que fueron curados fuera de Jericó, pero no da nombres. [Evangelio de Lucas Lucas 18:35-43 habla de un ciego sin nombre, pero vincula el suceso a la aproximación de Jesús a Jericó y no a su salida de allí.
Estos hombres juntos serían la segunda de las dos curaciones de ciegos en el viaje de Jesús desde el inicio de sus viajes desde Betsaida (en Marcos Mark 8:22-26) hasta Jerusalén, pasando por Jericó. Es posible, aunque no seguro, que Bartimeo oyera hablar de la primera curación y, por tanto, conociera la reputación de Jesús.

### Comentarios
Parece que el relato se basa en la experiencia directa del ciego. Este hombre percibe el alboroto de la multitud y pregunta qué está sucediendo. Al enterarse de que se trata de Jesús, su oración se intensifica, expresando una urgencia similar a la frase de Agustín de Hipona: «Temo que Jesús pase y no vuelva» A pesar de que otros intentan callarlo, él grita aún más fuerte. Cuando Jesús le pregunta qué quiere, el ciego responde con sencillez. Su fe no solo le trae la curación, sino que también provoca la alabanza a Dios de todo el pueblo. Este es el resultado de haber superado las críticas y la presión social.

Cuando un cristiano cualquiera empieza a vivir bien y a practicar las obras buenas con fervor y a despreciar al mundo, desde el principio comienza a recibir las críticas y la contradicción de los cristianos fríos; pero si persevera, con su constancia los vencerá, y los mismos que antes le molestaban, después llegarán a respetarle.

¡«Señor, que vea»!. Esta jaculatoria sencilla puede aflorar con frecuencia a los labios, salida de lo más hondo del corazón. Es útil repetirla en momentos de duda, cuando no entendemos los planes de Dios:

Ponte cada día delante del Señor y, como aquel hombre necesitado del Evangelio, dile despacio, con todo el afán de tu corazón: Domine, ut videam! —¡Señor, que vea!; que vea lo que Tú esperas de mí y luche para serte fiel.